# Masvingo
Masvingo (già Fort Victoria dal 1890 al 1982, e Nyanda nel 1982) è una città dello Zimbabwe sudorientale, capoluogo del distretto omonimo e della provincia omonima. Si trova nei pressi del complesso archeologico di Grande Zimbabwe. Si trova circa 292 km a sud della capitale Harare.

## Storia
Quello di Masvingo fu uno dei primi insediamenti coloniali dello Zimbabwe, sviluppatosi a partire da un accampamento creato nel 1890 dalla Pioneer Column di Cecil Rhodes. Nel 1891 vi fu costruito un fortino (ancora presente nel centro della città). Il nome dell'insediamento era inizialmente "Fort Victoria"; nel 1982 il nome venne cambiato prima in "Nyanda" e poi, pochi mesi dopo, in "Masvingo".

## Società

### Evoluzione demografica
La popolazione della città era di 30.523 abitanti nel 1982 e di 51.743 nel 1992; si stima che nel 2002 fosse di circa 58.000 persone. La principale etnia della zona è quella shona.

## Strutture
Masvingo è sede della Great Zimbabwe University.

## Geografia fisica
La città sorge nel mezzo di una pianura punteggiata di rilievi solitari granitici chiamati kopje. L'ambiente è principalmente costituito da savana, con alberi di mopane e rari baobab. Il clima è caldo e secco per tutto l'anno eccetto durante la stagione delle piogge, in estate.
Masvingo si trova sulle sponde del fiume Mucheke, non lontano dal lago Mutirikwe.